# Radioactivité artificielle
La radioactivité artificielle est une radioactivité provoquée par des activités humaines au moyen d’un accélérateur de particules ou d’un réacteur nucléaire. La radioactivité artificielle est présente dans l'environnement depuis le début du XXe siècle. Elle comprend l'ensemble des phénomènes de transmutation des radioisotopes créés artificiellement en bombardant des éléments stables (aluminium, béryllium, iode, , etc.) avec divers faisceaux de particules (neutron, proton, particule α, deuton).
Historiquement, ce furent Frédéric Joliot-Curie et Irène Joliot-Curie qui, les premiers en 1934, découvrirent le phénomène en produisant du phosphore 30 en bombardant de l'aluminium 27 avec une particule α provenant généralement d'une source de radium :
27
13Al + 4
2He ⟶ 30
15P + 1
0n.
Le phosphore 30 dont la période radioactive est de 3 min 15 s se transmute en silicium 30 dans un processus de radioactivité β+ :
30
15P ⟶ 30
14Si + e+ + νe,
où e+ représente un positon et νe un neutrino électronique.
C'est l'émission d'un positon que l'on nomme plus précisément radioactivité artificielle. 
Dans un premier temps, la communauté scientifique accueillit la découverte avec scepticisme car l'isotope 30 du phosphore disparaissant trop rapidement pour être observé sur Terre à l'état naturel, son existence fut largement mise en doute.
La radioactivité artificielle a de nombreuses applications, notamment dans le domaine de l'imagerie médicale. Produits en grande quantité, les radioisotopes artificiels restent toutefois dangereux pour la santé, malgré leurs brèves périodes radioactives. Il convient de fait de prendre toutes les sécurités d'usage en matière de recyclage des déchets nucléaires lors de leur traitement.
Afin d'éviter une possible confusion, la radioactivité dite artificielle est exactement le même phénomène en soi que la radioactivité dite naturelle, à ceci près que ce sont les radioéléments considérés dans le cas de la radioactivité artificielle qui sont produits de façon artificielle.